# Gai Anti Aulus Juli Quadrat
Gai Anti Aulus Juli Quadrat (llatí: Gaius Antius Aulus Julius Quadratus) va ser un magistrat romà del segle ii.
Va ser nomenat cònsol l'any 105 juntament amb Tiberi Juli Càndid, durant el regnat de Trajà. L'esmenten el Fasti. Espartià esmenta als dos cònsols de l'any 105 sota els noms abreujats de Càndid i Quadrat.